# Haplophthalmus delmontensis
Haplophthalmus delmontensis är en kräftdjursart som beskrevs av Karl Wilhelm Verhoeff1936. Haplophthalmus delmontensis ingår i släktet Haplophthalmus och familjen Trichoniscidae. Inga underarter finns listade i Catalogue of Life.